# Mihălășeni (okręg Botoszany)
Mihălășeni – wieś w Rumunii, w okręgu Botoszany, w gminie Mihălășeni. W 2011 roku liczyła 743 mieszkańców.